# Krzyż liliowy

Krzyż liliowy

Krzyż liliowy – symbol chrześcijański oznaczający nieodłączne połączenie miłości oraz cierpienia i symbolizujący rozpacz Matki Boskiej patrzącej na śmierć swojego syna, powstały z połączenia krzyża greckiego i wielkiej litery M, oznaczającej imię Maryi. Dedykowany matkom, które straciły dzieci, i wszystkim osobom cierpiącym po utracie bliskich. Symbol średniowiecznego zakonu rycerskiego Alcantara, obecnie hiszpańskie odznaczenie wojskowe.